# 바이킹 (소설)
《바이킹》(Viking)은 팀 세버린의 장편 역사소설이다. 아이슬란드에 전해지는 여러 종의 사가를 바탕으로 하여, 지리와 역사를 전공한 작가의 역사적 고증과 작가의 상상력을 거쳐 11세기 바이킹 시대의 종말을 섬세하고도 장대하게 묘사하고 있다. 주인공인 토르길스는 북구인의 북아메리카 탐험 역사를 담은 설화인 《붉은머리 에이리크의 사가》에 언급된 실존인물이다. 이 책에서 그려진 그 삶에서 벌어진 사건들 역시 실제의 기록되어 있는 역사를 바탕으로 구성되어 있는데, 예를 들어 제2권에서 주인공 토르길스와 의형제를 맺는 크레티르는 서기 1325년에 쓰인 《크레티르의 사가》에 등장하는 역시 실존인물이다.

## 구성
총 3부작이다. 한국에서도 모두 번역 및 출간되어 있다. 제1권 〈오딘의 후예〉는 2008년 12월 26일, 제2권 〈의형제〉는 2010년 12월 27일, 제3권 〈왕의 남자〉는 2011년 10월 31일에 출간되었다.